# Американская жена
«Американская жена» (укр. «Американська дружина») — сингл російсько-українського гурту «ВІА Гра», який був випущений на підтримку фільму «Стиляги».

## Відеокліп
Режисер кліпу Роман Васьянов. Зйомки проходили 1 жовтня 2008 року, в одному з московських павільйонів компанії «А-Медіа». Солістки гурту були представлена в образі кінодів 40-х років XX століття: Тетяна Котова в розкішному червоному сукні вальяжно розкинулася на кришці шикарного рояля, Альбіна Джанабаєва дряпала високими каблучками капот ретро-„мерседеса“, а Меседа Багаудінова опинилася в студії звукозапису.
Ролик на підтримку фільму знято на пісню колись популярної групи «Колібрі». Прем'єра ролика відбулася 23 листопада 2008 року на українському телеканалі М1.
Цей відеокліп виявився останнім для Меседи Багаудиновоі у складі групи, так як у січні 2009 року вона покинула групу з поверненням Надії Мейхер.

## Учасники запису
- Альбіна Джанабаєва
- Меседа Багаудінова
- Тетяна Котова